# Sergei Klevtsov
Sergei Klevtsov, född den 30 januari 1954, är en sovjetisk landhockeyspelare.
Han tog OS-brons i herrarnas landhockeyturnering i samband med de olympiska landhockeytävlingarna 1980 i Moskva.